# 辛迪加
辛迪加是一种由个人和公司等多個實體自我形成的组织，以处理特定业务、追求或促进共同利益。辛迪卡属于低级垄断形式，雖然不會壟斷整個市場，但會造成局部壟斷與規模經濟。它藉由少数同行企业间相互签订协议产生，所有加入辛迪加的企业都由辛迪加总部统一处理销售与采购事宜。大多数情况下成立集团的目的是為扩大利润。
該单词源自法语，同时也指工人组成的工会。
生产资料通过成员间的协议进行二次分配。辛迪加的优点在于批量采购和销售可以节约资本。一个企业退出辛迪加就意味着他不得不自己建立自己的销售网络——这往往是比较困难的，因此辛迪加的组织形式较为稳定。资本主义垄断形式还有：托拉斯、卡特尔和康采恩。
世界史上辛迪加的歷史比托拉斯、卡特尔、康采恩還早，最早甚至可追溯到地理大發現時期，當時以羊毛、遠東瓷器、香料等商販因利害近乎一致，組成所謂的「同盟」，這就是辛迪加的起源。如漢莎同盟、法蘭克福同盟都是最早的辛迪加，主要為避免不肖商販擾亂公允市場。

## 词源与定义
辛迪加这个词来源于法语字詞，原意為「組合」，在法語中可指涉工会、企业联合组织等，由词根和组成，係从拉丁语和希腊语衍生而来。在希腊，这个词指的是为某人辩护或成为社区成员，工会代表在诉讼中与一名被告相对应。
《韦氏词典》将辛迪加定义为一群人或企业作为一个团队一起工作。这可能是一个理事会或团体或人民的协会或关注的协会，官方授权承担责任或与办公室或司法管辖区谈判业务。这可能意味着有组织犯罪中有敲诈者的联合。

## 类型
这个词有不同的含义:
- 工会(Syndicat professionnel)

还可以区分为:
- 员工工会(Syndicat de salariés) 
  - 财团资助人(Syndicats patronaux)
  - 农业工会(Syndicat agricole)
  - 联合工会(Syndicat mixte)

- 学生会(Syndicat étudiant)
- 社区管委会(Syndicat de copropriétaires)
- 银团贷款(Crédit syndiqué)
- 全国犯罪集团(Syndicat national du crime)
- 广播联卖(Broadcast syndication)

## 工团主义
从这个意义上说，这个词也与无政府主义理论联系在一起，特别是工团主义和无政府工团主义。在无政府主义理论中，工会是国家和资本主义公司的替代品。无政府主义者、无政府工团主义者和其他自由主义者用“辛迪加”这个词来指代由工人管理的企业。这样的企业是由每个在那里工作的人面对面的会议管理的，每个工人都有投票权。要么没有管理人员，要么直接选举管理人员。无论哪种情况，最重要的决策都是由全体员工集体做出的。这就是所谓的工人自治。

## 集资
研究人员认为辛迪加可能会降低众筹的市场失败的可能性，这是一种让创造者通过在线平台为不同的投资者筹集资金的方法。股权众筹允许创投者在投资该项目时向投资者发行股权。在股权众筹中，创始者和投资者之间的信息不对称可能导致各种问题，在某些情况下，还可能导致市场失灵。
辛迪加可以由个人、天使投资人或风险投资家发起。想要组建辛迪加的个人会制定一项投资策略，并在众筹平台上公开。支持投资者必须遵循领导者的投资策略，并向他们支付费用。

## 連鎖企業與辛迪加
合作社往往就是这种集中统一处理采购销售、分散生产运营的规模不等的辛迪加。例如，日本农民协会垄断了全国的农业生产资料（种子、化肥、农药等）的购入以及大宗农产品的销售，农户只有服从农协的计划从事农业生产。
现代的加盟連鎖也有很强的辛迪加性质。分散的出资人虽然具有店面的所有权，但是采购和商业零售业务都是统一经营、统一管理。